# Вюгер, Габриель
Габриель Вюгер, урожд. Якоб Вюгер (нем. Gabriel Wüger, 2 декабря 1829, Штекборн — 31 мая 1892, Аббатство Монтекассино) — швейцарский художник, один из учредителей Бойронской художественной школы, монах-бенедиктинец.

## Жизнь и творчество
Родился в протестантской семье, реформатского вероисповедания. После окончания гимназии, во время учёбы в которой проявился его талант художника, берёт частные уроки живописи у своего гимназического преподавателя рисования. После того, как отец Якоба разрешил ему продолжение учёбы по профессии художника, Вюгер поступает в мюнхенскую Академию художеств. В Мюнхене оканчивает класс Вильгельма фон Каульбаха (в 1847—1852 годах). Затем продолжает обучение в частной школе Берделя. В 1856 году художник приезжает в Дрезден. Здесь он изучает полотна Рубенса и Веронезе. Вернувшись ненадолго в Мюнхен в связи с распоряжениями относительно одной из своих работ, художник период с 1858 по 1860 год проводит в родном Штекборне. В 1860 году он переезжает в Нюрнберг, а в 1862 году во Флоренцию. Здесь Вюгер работает вместе с живописцем Амосом Кассиоли, в его мастерской. В том же 1862 году Вюгер приезжает в Рим и здесь принимает католичество. Как живописец подпадает под влияние творчества назарейцев. В 1868 году художник получает заказ на настенные росписи в архиаббатстве Бойрон, который выполняет в летние месяцы 1868 и 1869 годов. Тогда же он расписывает фресками и фасад находящегося рядом с капеллой св. Мавра и принадлежащего монастырю жилого дома. В 1870 году Вюгер становится послушником в Бойронском аббатстве, в 1875 принимает постриг, в 1880 году — священство. Конец жизни провёл в бенедиктинском монастыре в Монтекассино, где также писал фрески и картины религиозного содержания.
Габриель Вюгер был, наряду с Дезидерием Ленцем и Лукасом Штейнером, одним из основателей такого течения в религиозном искусстве конца XIX века, как бойронская школа.

## Произведения (избранное)
- Гретхен перед Мадонной
- Лорелей
- Св. Иосиф
- Молодой Альбрехт Дюрер в мастерской
- Вильгельм Телль спасает народ на штормовом озере
- Капелла св. Мавра, Бойрон
- Росписи в монастыре Эммаус в Праге, 1880—1887
- Настенные росписи в церкви Искушения Марии в Штутгарте, 1898/1890
- Фрески в монастыре Монтекассино

## Галерея

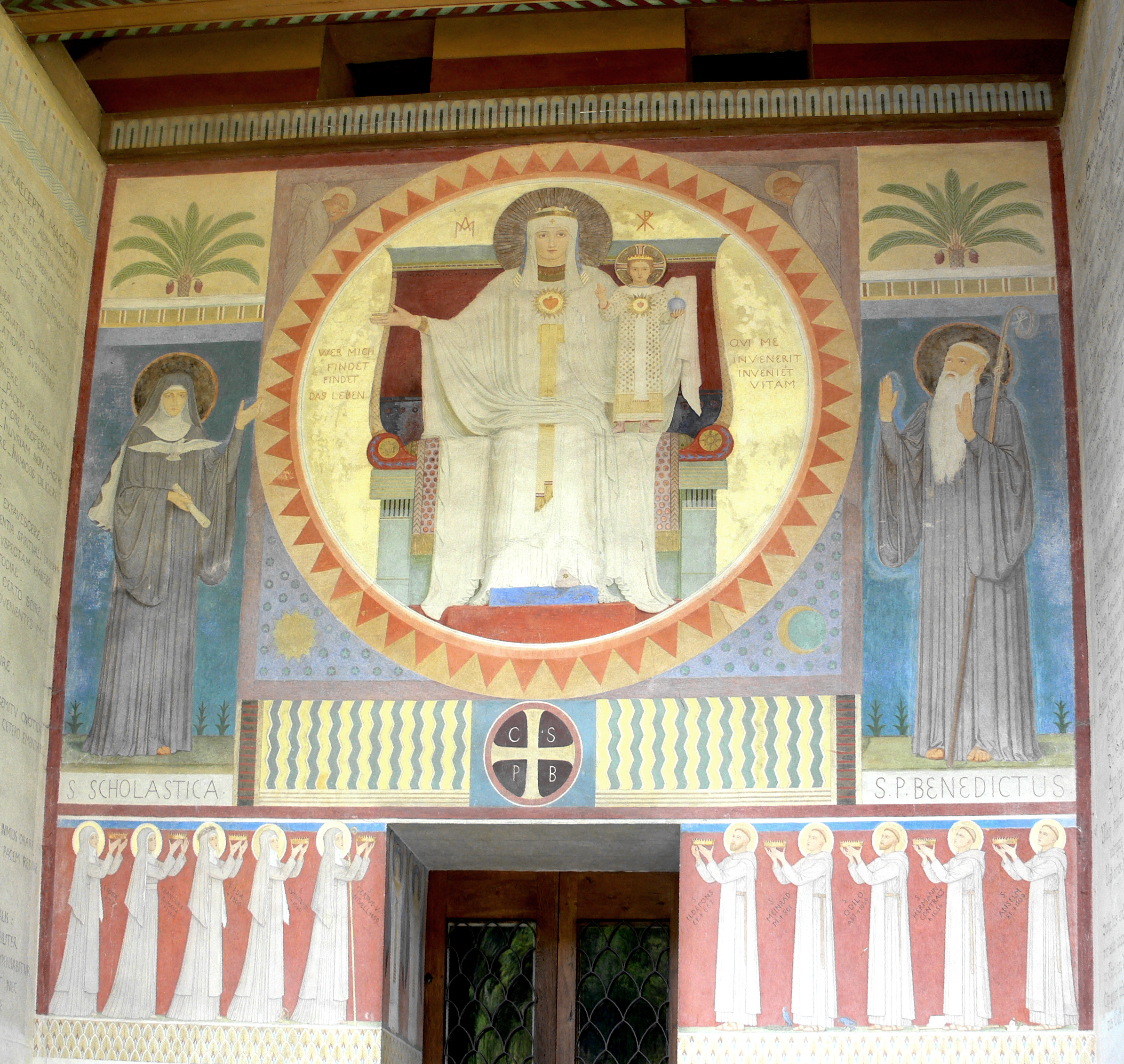
Фреска на фасаде капеллы св. Мавра, Бойрон
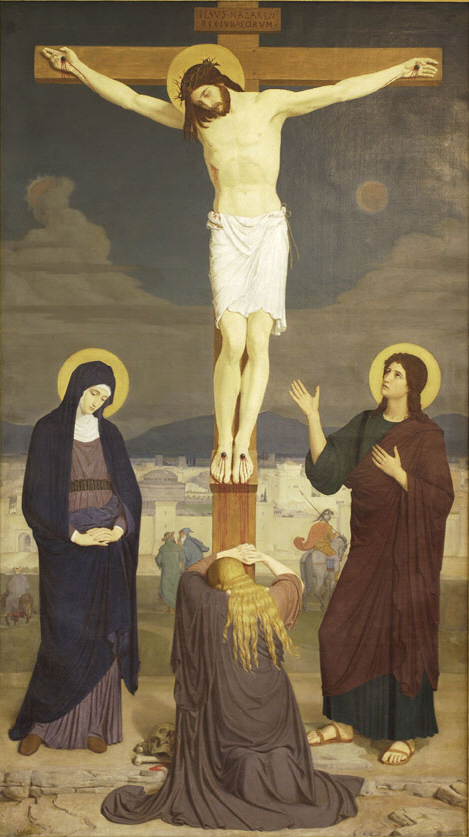
«Распятие» (1868)
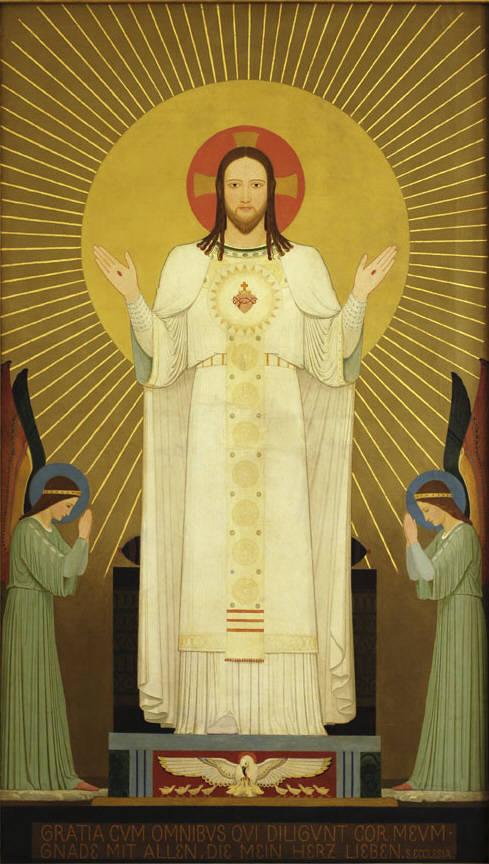
Г.Вюгер, Л.Штейнер «Сердце Иисуса»
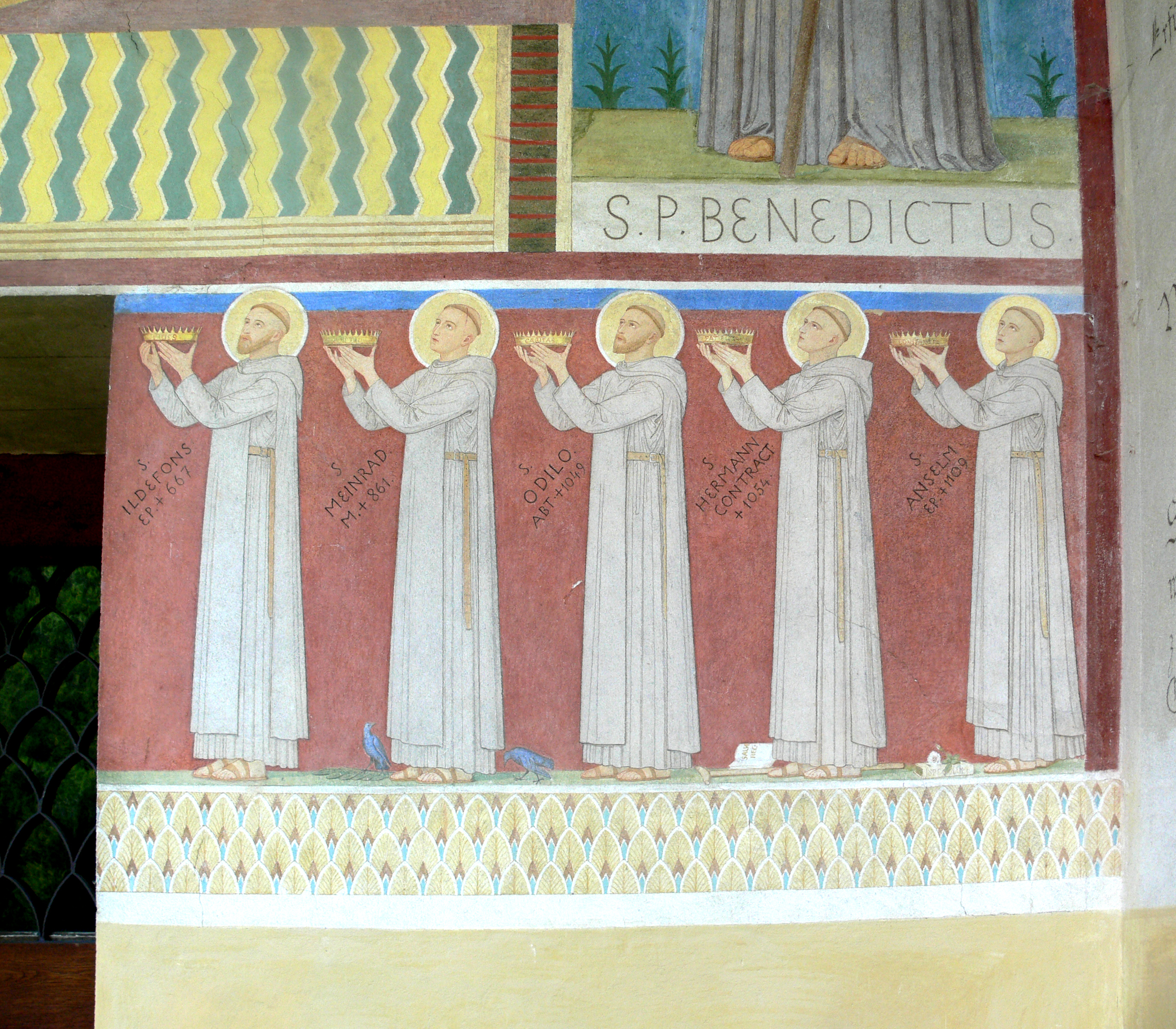
Святые монахи бенедиктинского ордена (фреска)
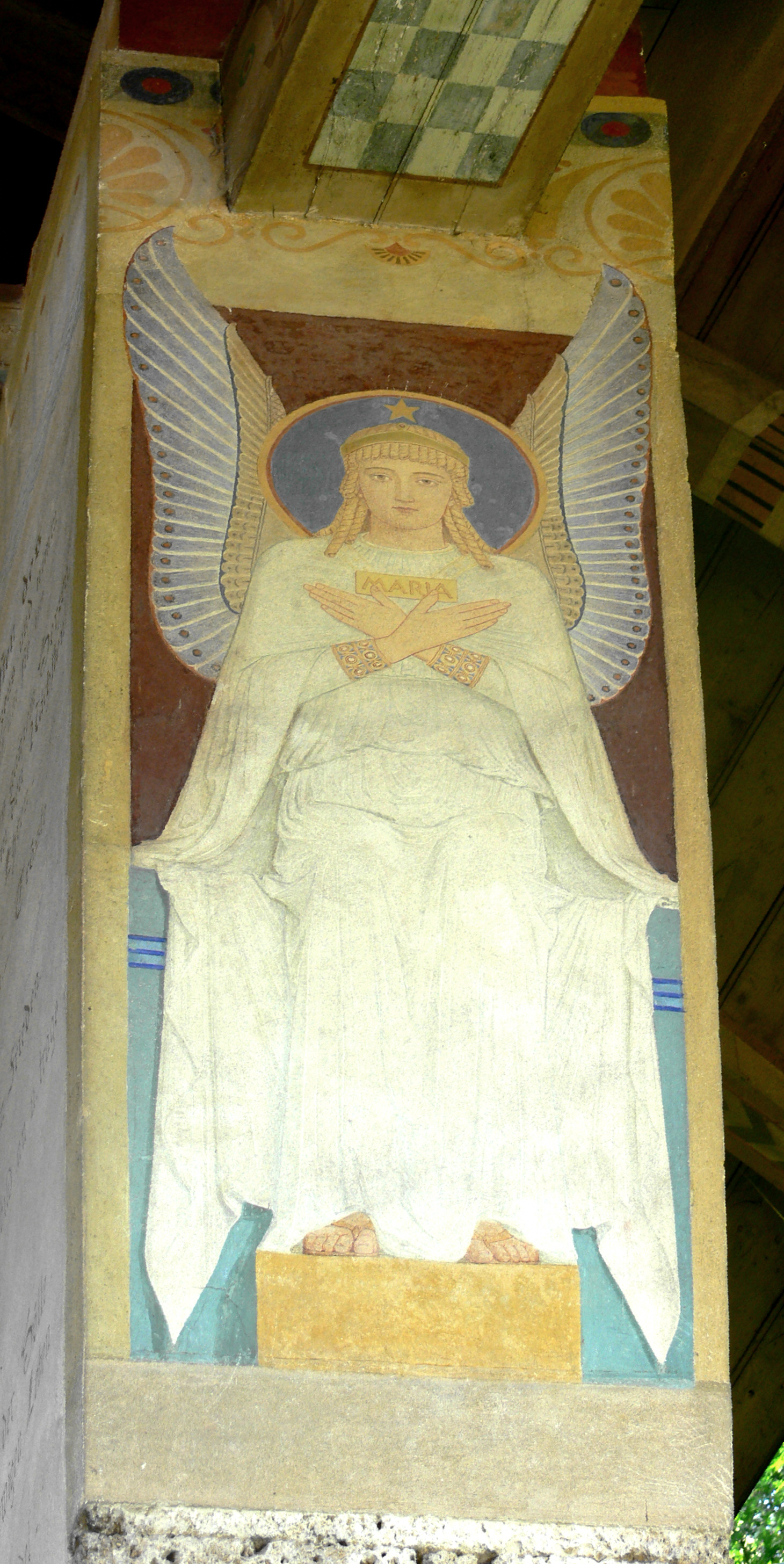
«Ангел»